# Smarves
Smarves és un municipi francès situat al departament de la Viena i a la regió de la Nova Aquitània. L'any 2007 tenia 2.406 habitants.

## Demografia

### Població
El 2007 la població de fet de Smarves era de 2.406 persones. Hi havia 963 famílies de les quals 213 eren unipersonals (68 homes vivint sols i 145 dones vivint soles), 360 parelles sense fills, 323 parelles amb fills i 67 famílies monoparentals amb fills.
La població ha evolucionat segons el següent gràfic:
Habitants censats

### Habitatges
El 2007 hi havia 1.027 habitatges, 972 eren l'habitatge principal de la família, 18 eren segones residències i 37 estaven desocupats. 983 eren cases i 38 eren apartaments. Dels 972 habitatges principals, 785 estaven ocupats pels seus propietaris, 174 estaven llogats i ocupats pels llogaters i 13 estaven cedits a títol gratuït; 4 tenien una cambra, 31 en tenien dues, 94 en tenien tres, 325 en tenien quatre i 518 en tenien cinc o més. 776 habitatges disposaven pel capbaix d'una plaça de pàrquing. A 313 habitatges hi havia un automòbil i a 590 n'hi havia dos o més.

### Piràmide de població
La piràmide de població per edats i sexe el 2009 era:
| Homes | Edats   | Dones |
| ----- | ------- | ----- |
| 0     | 95 o +  | 0     |
| 0     | 90 a 94 | 0     |
| 20    | 85 a 89 | 4     |
| 8     | 80 a 84 | 24    |
| 24    | 75 a 79 | 40    |
| 36    | 70 a 74 | 56    |
| 28    | 65 a 69 | 40    |
| 72    | 60 a 64 | 60    |
| 48    | 55 a 59 | 56    |
| 104   | 50 a 54 | 100   |
| 96    | 45 a 49 | 108   |
| 84    | 40 a 44 | 76    |
| 84    | 35 a 39 | 76    |
| 80    | 30 a 34 | 76    |
| 36    | 25 a 29 | 68    |
| 48    | 20 a 24 | 64    |
| 60    | 15 a 19 | 72    |
| 72    | 10 a 14 | 72    |
| 52    | 5 a 9   | 76    |
| 56    | 0 a 4   | 52    |

## Economia
El 2007 la població en edat de treballar era de 1.578 persones, 1.163 eren actives i 415 eren inactives. De les 1.163 persones actives 1.103 estaven ocupades (545 homes i 558 dones) i 60 estaven aturades (28 homes i 32 dones). De les 415 persones inactives 199 estaven jubilades, 116 estaven estudiant i 100 estaven classificades com a «altres inactius».

### Ingressos
El 2009 a Smarves hi havia 999 unitats fiscals que integraven 2.445,5 persones, la mediana anual d'ingressos fiscals per persona era de 20.608 €.

### Activitats econòmiques
Dels 74 establiments que hi havia el 2007, 2 eren d'empreses alimentàries, 3 d'empreses de fabricació d'altres productes industrials, 11 d'empreses de construcció, 8 d'empreses de comerç i reparació d'automòbils, 3 d'empreses de transport, 6 d'empreses d'hostatgeria i restauració, 2 d'empreses d'informació i comunicació, 2 d'empreses financeres, 2 d'empreses immobiliàries, 12 d'empreses de serveis, 14 d'entitats de l'administració pública i 9 d'empreses classificades com a «altres activitats de serveis».
Dels 26 establiments de servei als particulars que hi havia el 2009, 1 era una oficina de correu, 4 tallers de reparació d'automòbils i de material agrícola, 1 autoescola, 2 guixaires pintors, 1 fusteria, 2 lampisteries, 5 electricistes, 3 perruqueries, 1 agència de treball temporal, 5 restaurants i 1 agència immobiliària.
Dels 4 establiments comercials que hi havia el 2009, 1 era una botiga de més de 120 m², 1 una fleca, 1 una carnisseria i 1 una floristeria.
L'any 2000 a Smarves hi havia 18 explotacions agrícoles que ocupaven un total de 835 hectàrees.

## Equipaments sanitaris i escolars
L'únic equipament sanitari que hi havia el 2009 era una farmàcia.
El 2009 hi havia 1 escola maternal i 1 escola elemental.

## Poblacions més properes
El següent diagrama mostra les poblacions més properes.